# S Tennis Masters Challenger 2008
L'S Tennis Masters Challenger 2008 è stato un torneo di tennis facente parte della categoria ATP Challenger Series nell'ambito dell'ATP Challenger Series 2008. Il torneo si è giocato a Graz in Austria dal 28 luglio al 3 agosto 2008 su campi in terra rossa e aveva un montepremi di €30 000+H.

## Vincitori

### Singolare
Jérémy Chardy ha battuto in finale  Sergio Roitman con il punteggio di 6–2, 6–1

### Doppio
Gerald Melzer /  Jürgen Melzer hanno battuto in finale  Julien Jeanpierre /  Nicolas Renavand con il punteggio di 1–6, 7–6(8), [10–4]